# طوراقیه
طوراقیه یکی از روستاهای استان آذربایجان شرقی است که در دهستان مهران‌رود مرکزی بخش مرکزی شهرستان بستان‌آباد واقع شده‌است.این روستا ۸۹۶ نفر جمعیت دارد.